# Culicoides snowi
Culicoides snowi är en tvåvingeart som beskrevs av Wirth och Jones 1956. Culicoides snowi ingår i släktet Culicoides och familjen svidknott. Inga underarter finns listade i Catalogue of Life.